# Iorras
Iorras (en anglès Erris) és una baronia d'Irlanda, al nord-oest del comtat de Mayo, a la província de Connacht. La major part del territori són torberes muntanyoses. Compta amb extensives costes marines de nord a oest. Els principals centres habitats són Béal an Mhuirthead and Bangor Erris. El seu nom deriva del gaèlic irlandès Iar Ros que vol dir "promontori occidental". Cap al nord hi ha l'oceà Atlàntic i les badies de Broadhaven i Sruth Fada Conn i cap a l'oest la badia de Blacksod. Els principals promontoris són els penínsules de Doohoma, Mullet, Erris Head, Dún Chiortáin, Dún Chaocháin i Benwee Head.
Hi ha cinc parròquies catòliques a Iorras: Kilcommon, Kilmore, Kiltane, Béal an Mhuirthead i Ballycroy.

## Gaeltacht

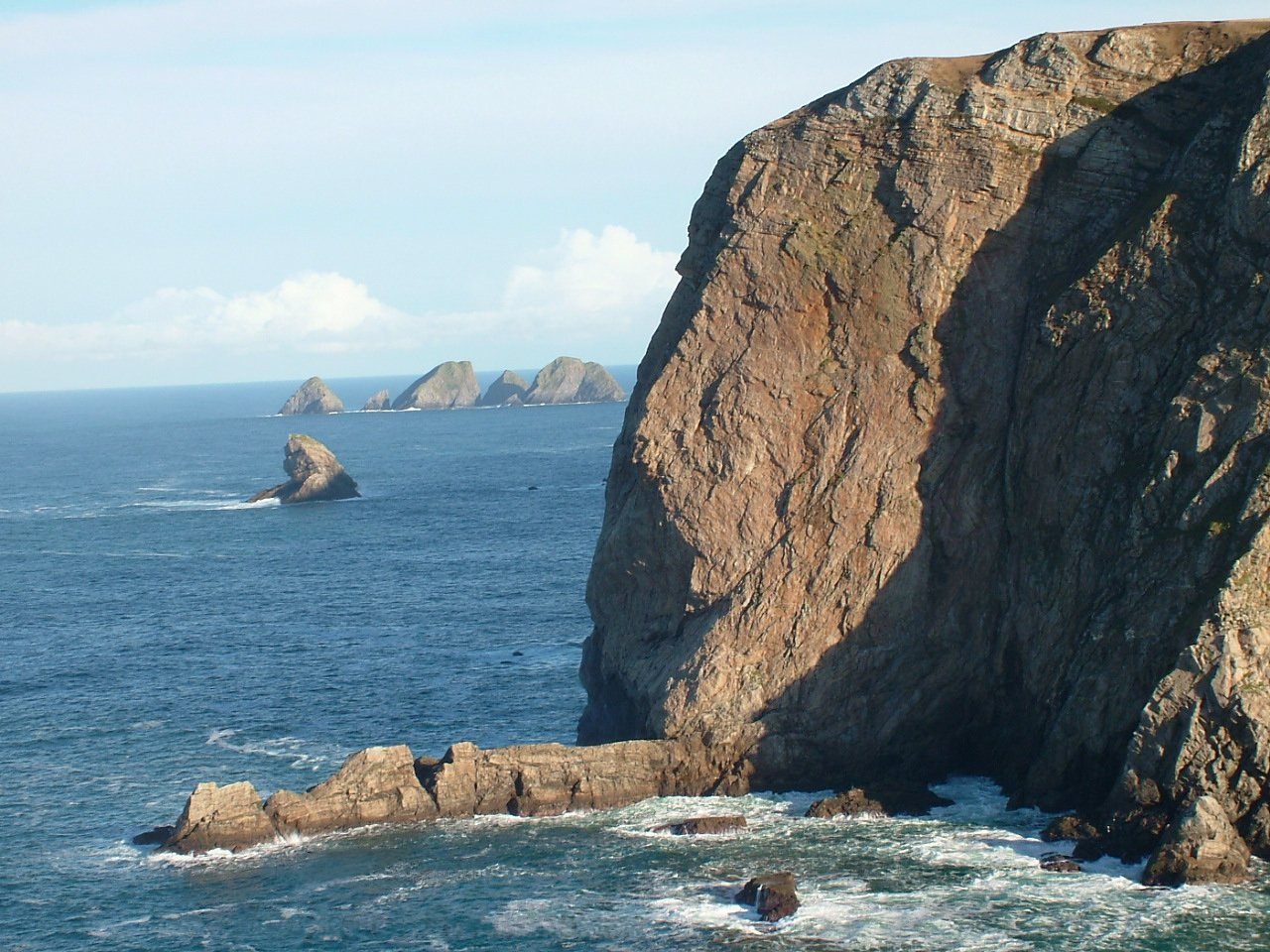
Els Stags de Broadhaven Bay amb Benwee Head ien primer pla

Bona part de Iorras és una àrea Gaeltacht amb parlants de gaèlic irlandès com a llengua materna a les següents àrees: An Fál Mór, Tamhaiin na hUltaí, Glais, Eachléim, Tearmann, Tránn, An Mullach Rua, Cartúr, An Baile Úr, Cill Ghallagáin, Ceathrú na gCloch, Port a' Chluaidh, Ros Dumhach i Ceathrú Thaidhg. L'àrea on hi ha més parlants d'irlandès és Ceathrú Thaidhg. Hi ha entre 1.500 i 2.000 parlants nadius d'irlandès a Iorras.

## Illes
Al llarg de la costa hi ha nombroses illes deshabitades. Això inclou les illes Inishkea, Inishglora, Duvillaun, els Stags de Broadhaven Bay i moltes illes més petites.

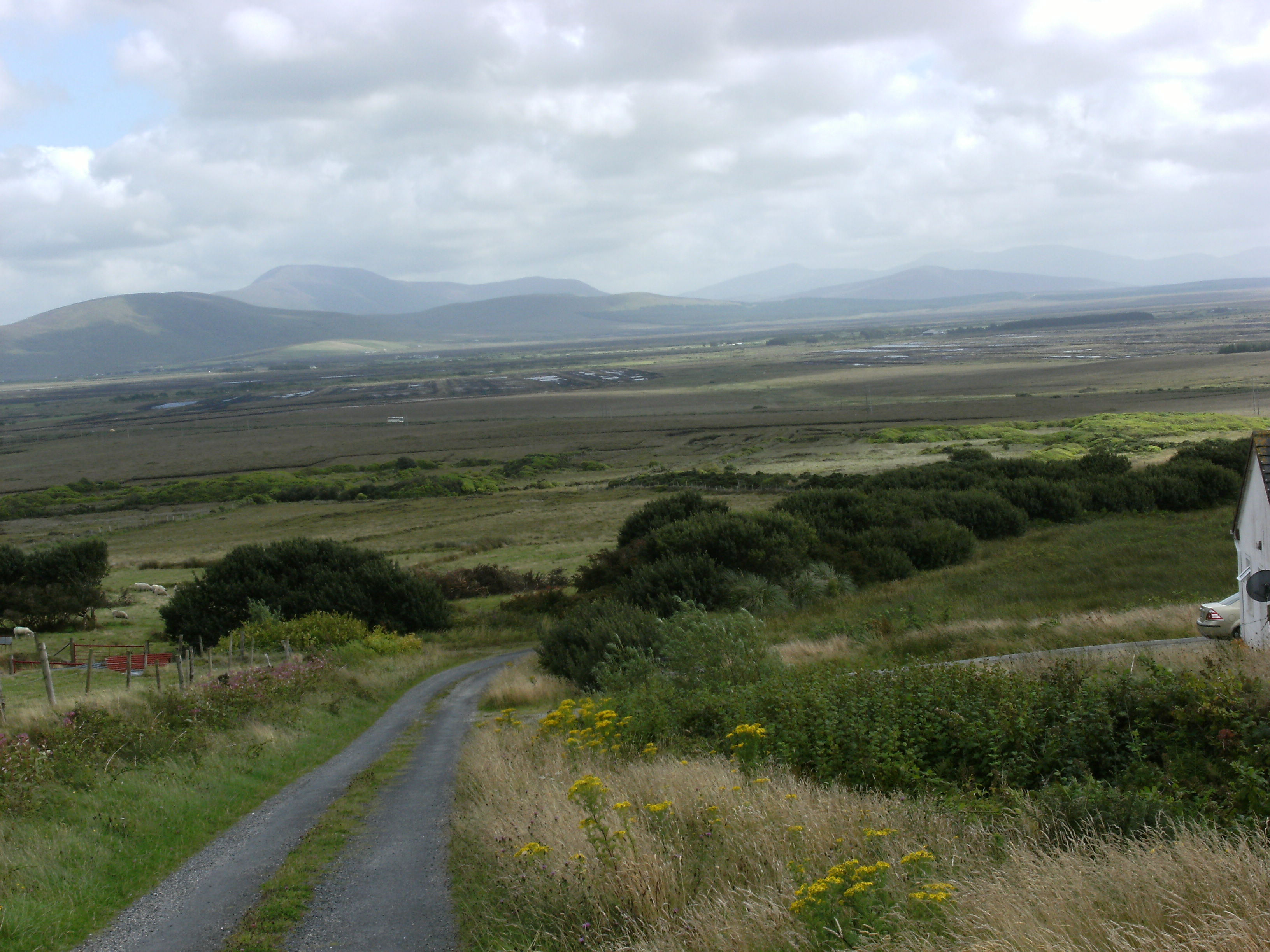
Vista de les torberes de Iorras al sud del llac Carrowmore

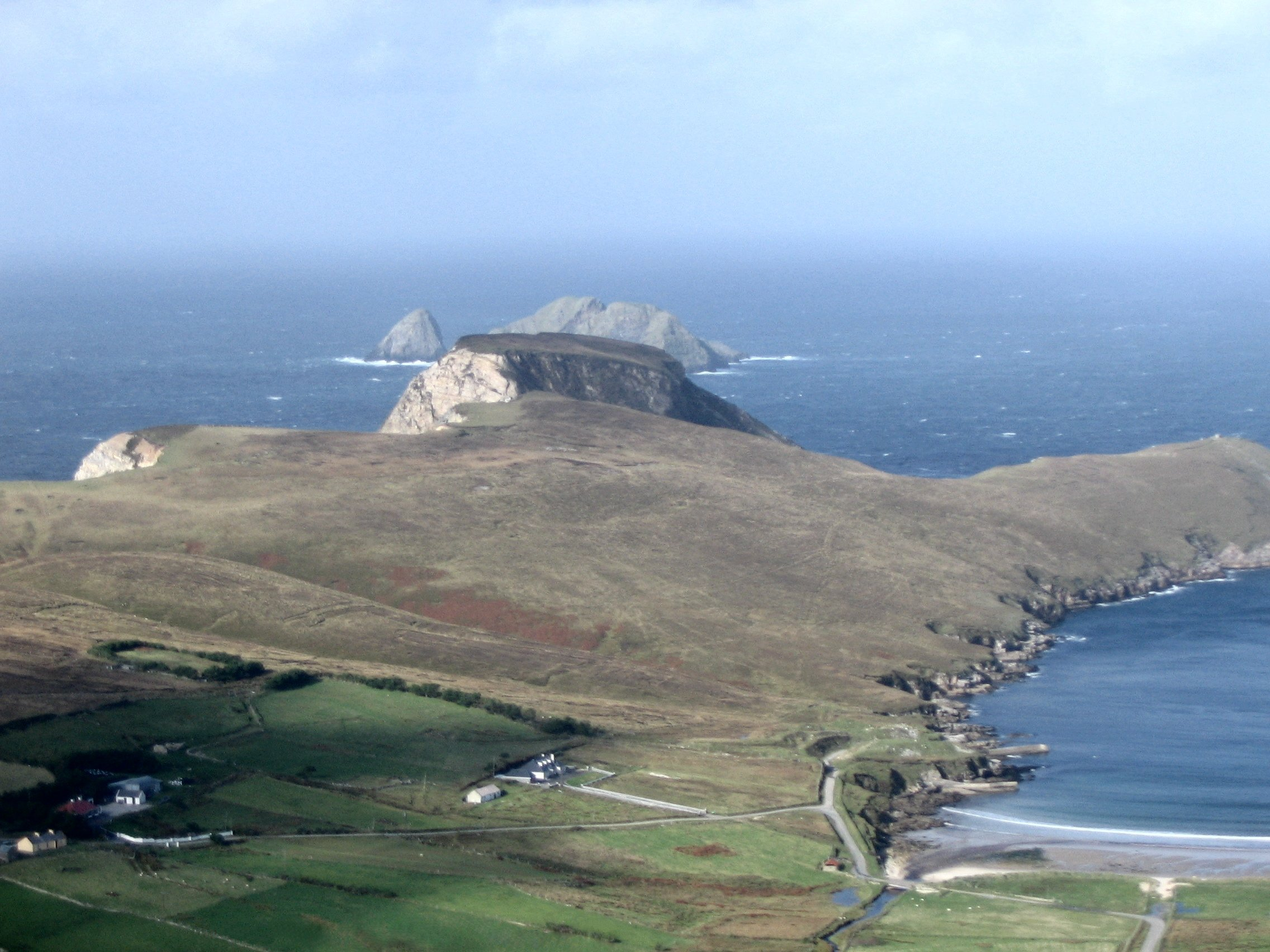
An Dúna a Kilgalligan, Kilcommon, Erris

## Història / Arqueologia

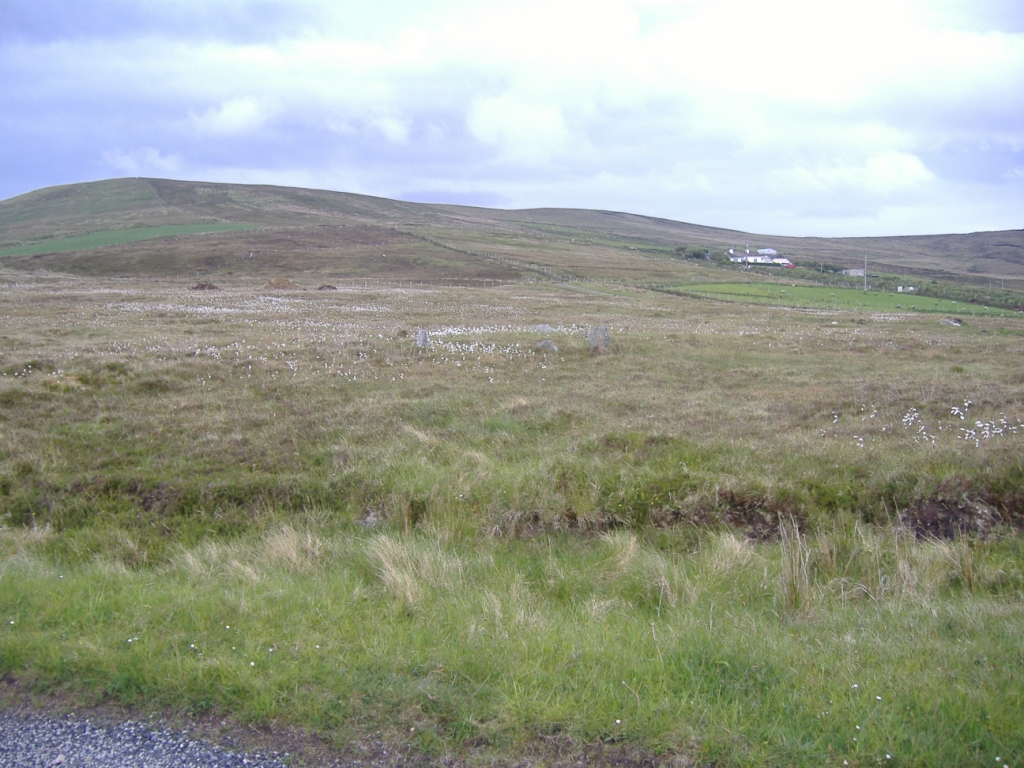
Petit cercle de pedres a Gortbrack, Kilcommon parish, Erris.

Iorras, com la major part de l'illa d'Irlanda, era coberta d'un extens bosc nadiu uns pocs milers anys després de la retirada l'última edat de gel (aprox fa 15.000) però les costes del nord i est van mantenir-se lleugerament desforestades. Al llarg de Iorras les restes d'aquests boscos es poden veure a través del paisatge de cobertura de torba en forma de troncs d'arbre fossilitzats que són restes d'antics pins roigs. Aquestes es fan més evidents quan s'ha començat la recol·lecció de torba per al combustible. També es pot trobar el roure del pantà petrificat.
Fa uns 6.000 anys, durant el Neolític els primers habitants d'Irlanda començaren a talar els boscos per a cultivar la terra i pasturar ramats. A causa que el tipus de roca subjacent eren esquistos antics i molt degradats la capa de terra era prima i fàcilment erosionada per les inclemències del temps. Després d'uns anys els cultius van començar a fallar i els pobles neolítics haver de buidar els boscos nadius més i més cap a l'interior per assolir més terres per als seus cultius. Quan actualment es recull la torba per a combustible apareixen restes arqueològiques del Neolític i de l'edat del bronze. Més informació sobre arqueologia a la parròquia Kilcommon és al disponible a Comhar Dún Chaocháin Teo de Ceathrú Thaidhg. Alguns jaciments arqueològics es troben marcats als mapes de l'Ordnance Survey.
Durant els inicis de la cristianització s'hi van establir petites esglésies però no pas grans edificis religiosos. Durant les Plantacions d'Irlanda hi havia dos grans propietaris a la zona, els Birmingham i els Carter. Durant el segle xvii les polítiques d'Oliver Cromwell aprovant l'Acta d'Assentament d'Irlanda de 1652 (a l'infern o a Connaught) va portar a Ioarras nombrosos nadius irlandesos que no es van voler sotmetre i que s'intentaren guanyar la vida conreant terres de baixa qualitat. Malgrat la proximitat del mar, durant la Gran Fam Irlandesa de 1845 molts hi van morir de fam perquè no podien pagar-se el viatge als Estats Units.
Durant finals del segle xix i començament del XX molts antiquaris i agrimensors visitaren Iorras i hi van escriure les seves experiències. Entre els principals treballs hom pot destacar els de Patrick Knight (Erris in the Irish Highlands), Caesar Otway (Sketches in Erris and Tyrawley) i Thomas Johnson Westropp (The Promontory Forts and Early Remains of the Coast of Mayo). Les llegendes del cicle de l'Ulster Táin Bó Flidhais esdevenen a Iorras durant el segle i.

## Llegenda i folklore
El folklore sempre ha estat presente i força important a la cultura de Iorras. Bona part d'aquest folklore data de l'Edat de Ferro.
Moltes llegendes populars força conegudes tenen el seu origen aquí. Segons la tradició, els fills de Lir es troben enterrats a l'illa d'Inisglora. Els nens foren convertits en cignes per la seva madrastra gelosa i condemnats a passar 900 anys en els llacs i aigües d'Irlanda. Quan finalment van recuperar la seva forma humana a Inisglora, eren tan velles que van morir i van ser-hi enterrats allà.
Tain Bó Flidhais és la història d'un robatori de bestiar en què els invasors van arribar a Iorras des del lloc reial a Ráth Cruachan a Tulsk, al comtat de Roscommon a la fortificació de Rathmorgan (Iorras Domhnann) en l'extrem sud del llac de Carrowmore al centre de la baronia. Les restes de la fortalesa de Rathmorgan al cim de la muntanya es pot veure des de la carretera de sota.
Brian Rua U'Cearbhain d'Inver és recordat en el folklore com el profeta de Iorras.
La petita vila de Glencastle té alguns grans monticles a l'estreta vall que no són d'origen natural. Se'ls pot veure al costat dret, prop de la carretera cap a Béal an Mhuirthead. Mai s'hi ha fet excavacions arqueològiques però les llegendes folklòriques afirmen que aquesta va ser la porta d'entrada a Mullet i s'hi havia de pagar un peatge per cada viatger que hi passava o mai no hi podria tornar. No hi havia carreteres a aquesta àrea de Nayo fins fa uns dos-cents anys. En els darrers anys la vall de Glencastle es va veure alterada per l'explotació de pedreres.

## Jaciment de gas de Corrib
El descobriment de jaciments de gas a la costa atlàntica de Corrib a uns 85 kilòmetres dins de la badia de Broadhaven originà el projecte de gas de Corrib i una forta controvèrsia. El gas havia de ser transportat en canonades d'alta pressió a Gleann an Ghad a través dels llogarrets de Kilcommon fins a una refineria 10 kilòmetres a l'interior. S'hi han fet documentals sobre el tema. El documental The Pipe rodat pel director local Richard O'Donnell fou estrenat al Festival de Cinema de Galway el 8 de juliol de 2010, i fou dut als cinemes el 3 de desembre de 2010.